# Kapadocká řečtina

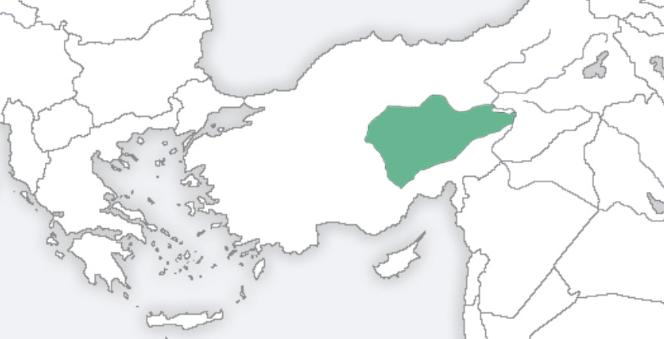
Místo, kde se mluvilo kapadockou řečtinou

Kapadocká řečtina (řecky Καππαδοκική διάλεκτος, turecky Kapadokya Yunancası) je jazyk, kterým se mluví v turecké Kapadokii a malé části Řecka. Vznikl smísením řečtiny a turečtiny. Jazykem mluví asi 2 000 lidí.

## Historie
Kapadocká řečtina vychází ze středověké řečtiny, kterou se mluvilo v Byzantské říši. Mluvilo se jí také v oblasti Kapadokie. Po bitvě u Manzikertu roku 1071 se stala Kapadokie součástí Seldžucké říše, ve které se mluvilo turecky. Poté nastalo smísení obou jazyků. Po roce 1920 se kapadočtí Řekové vraceli do Řecka, a jejich jazyk byl nahrazen novořečtinou. Myslelo se, že je jazyk vymřelý. Poté se ale zjistilo, že někteří mluvčí ještě žijí v Kapadokii a severním Řecku.